# Autovía Vitoria-Altube
La  N-622  es una carretera nacional española que, con una longitud aproximada de 20 km, conecta la ciudad de Vitoria con la  AP-68  en Altube (Zuya). Si bien dispone de doble calzada en todo su recorrido, sólo el tramo Altube-Letona tiene características de autovía (la antigua carretera por el puerto de Ayurdín es hoy la  A-3600 ), puesto que entre Letona y Aránguiz fue directamente desdoblada. El tramo más próximo a la capital alavesa forma parte del itinerario europeo  E-5  dado que sirve de enlace entre la  A-1  y la  AP-1  mientras no se resuelva su unión de una forma directa.
El kilómetro que hay entre el enlace con la  A-1  y el comienzo del vitoriano Portal de Foronda fue escindido y convertido en la  VG-31 . Por otro lado, antes de la transferencia de las carreteras comarcales a las Diputaciones Forales y de su conversión en vía de alta capacidad esta carretera fue parte de la  C-6210  (Vitoria-Valmaseda-Ramales).

## Tramos
| Denominación | Tramo | Año servicio | km          |
| ------------ | --- | ------------ | ----------- |
| N-622        | Aranguiz VG-31 - Letona | 1978         | 6,4         |
| N-622        | Letona - Zárate Tramo: Letona - Boca Sur Túnel de Ayurdin Subtramo: Túnel de Ayurdin (segunda calzada) Tramo: Boca Norte Túnel de Ayurdin - Zárate | 1978         | 3,2 0,2 1,5 |
| N-622        | Zárate - Altube AP-68 | 1978         | 5,8         |

## Trazado
| Velocidad | Esquema | Número de Salida | Sentido Vitoria                                                                               | Sentido Altube                                           | Carretera que enlaza       |
| --------- | ------- | ---------------- | --------------------------------------------------------------------------------------------- | -------------------------------------------------------- | -------------------------- |
|           |         |                  |                                                                                               |                                                          | AP-68                      |
|           |         |                  |                                                                                               |                                                          |                            |
|           |         | 22               | Izarra Orduña                                                                                 | Izarra Orduña                                            | A-2521                     |
|           |         | 21               | Murguía Amurrio Llodio                                                                        | Murguía Amurrio Llodio                                   | A-3600 A-624 A-2522        |
|           |         |                  |                                                                                               |                                                          |                            |
|           |         | 17               |                                                                                               | Murguía Zárate                                           | A-3600 A-3610              |
|           |         |                  | Túnel de Aiurdin                                                                              | Túnel de Aiurdin                                         |                            |
|           |         | 15               | Zaitegi Letona Puerto de Aiurdin                                                              |                                                          | A-3600                     |
|           |         |                  |                                                                                               |                                                          |                            |
|           |         |                  |                                                                                               | Zaitegi Letona Puerto de Aiurdin                         | A-3600 A-4411              |
|           |         |                  | Apodaka Gopegi                                                                                | Apodaka Gopegi                                           | A-3608 A-4406              |
|           |         |                  | Apodaka                                                                                       |                                                          |                            |
|           |         | 6/8              | Foronda Etxebarri-Ibiña                                                                       | Foronda Etxebarri-Ibiña                                  | E-05 E-80 AP-1 N-240 N-624 |
|           |         | 6                | Arangiz                                                                                       |                                                          | A-3602                     |
|           |         | 5                | Donostia / San Sebastián Iruñea / Pamplona Burgos Madrid                                      | Donostia / San Sebastián Iruñea / Pamplona Burgos Madrid | E-05 E-80 A-1              |
|           |         | Km 5,000         | Fin de la autovía N-622 Continúa por: VG-31 Vitoria Zadorrako Hiribidea / Avenida del Zadorra | Inicio de la autovía N-622                               | VG-31                      |